# Conselho Congregacional Internacional
A Conselho Congregacional Internacional (CCI - em inglês International Congregational Council) foi organização internacional de igrejas congregacionais. Foi fundado em 1891, em Londres, Reino Unido.
Após o Concílio inicial em Londres, nove Concílios Internacionais adicionais foram realizados. Em 1970, o CCI votou por se unir à Aliança das Igrejas Reformadas que mantém o Sistema Presbiteriano, outra organização internacional de denominações reformadas, para formar a Aliança Mundial das Igrejas Reformadas (AMIR). Essa por sua vez, se uniu ao Conselho Ecumênico Reformado em 2010, originando a atual Comunhão Mundial das Igrejas Reformadas.